# Römisches Forum Thessaloniki

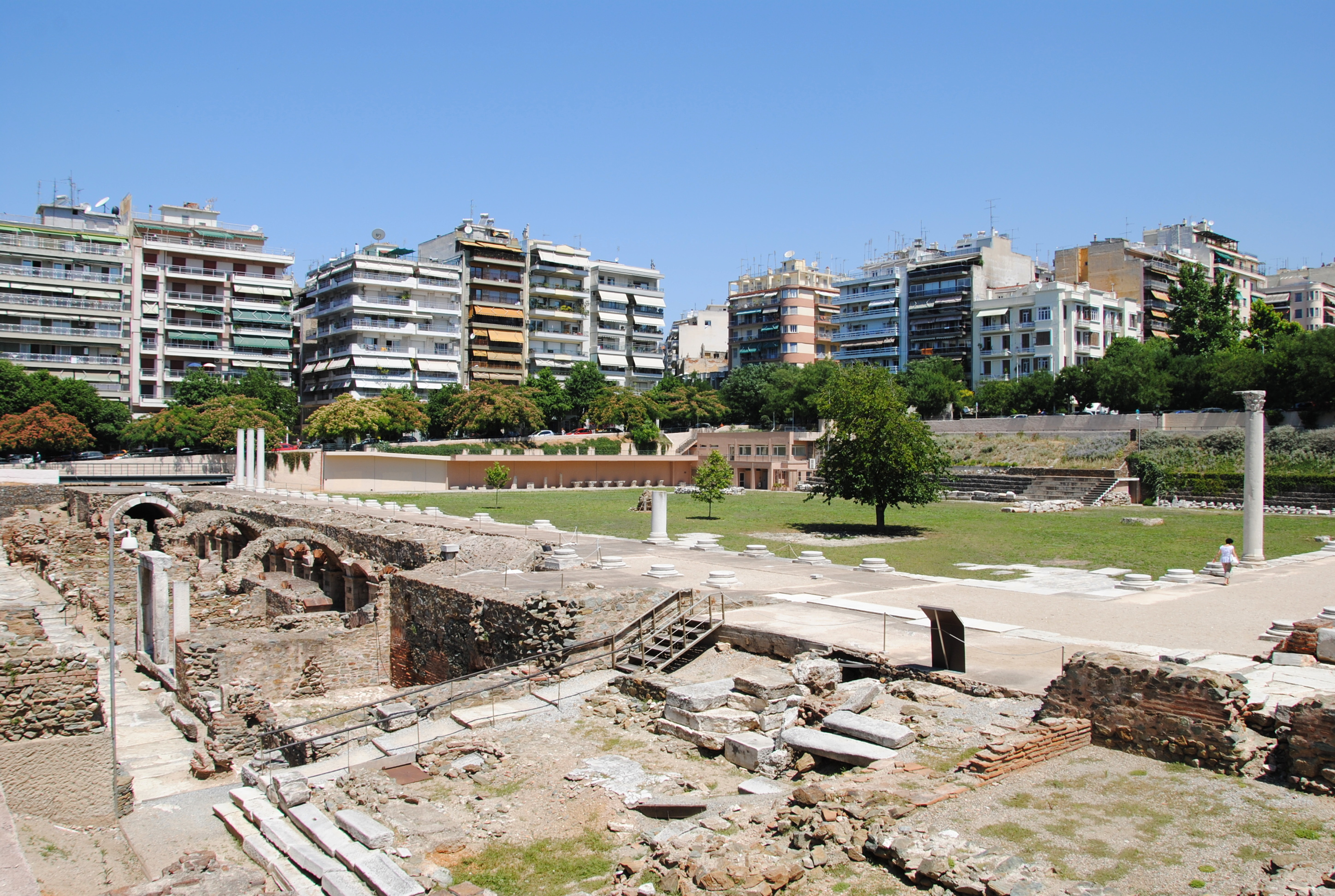
Römisches Forum Thessaloniki

Das Römische Forum Thessaloniki (griechisch Ρωμαϊκή Αγορά της Θεσσαλονίκης Romaiki Agora tis Thessalonikis) ist das antike Forum der Stadt aus der Römerzeit. Es befindet sich am oberen Ende der Platia Aristotelous (Aristoteles-Platz), nördlich der Odos Egnatia, im Zentrum von Thessaloniki, der zweitgrößten Stadt Griechenlands.

## Beschreibung
Der gesamte Komplex befand sich in der römischen Kaiserzeit im Zentrum der Stadt und war rings um einen rechteckigen gepflasterten Platz angelegt. Es handelt sich um die etwa 2 Hektar große Fläche eines großen Forums mit zwei Terrassen und zweistöckigen Stoas, die in den 1960er Jahren zufällig ausgegraben wurden. Der Forumskomplex verfügt außerdem über zwei römische Bäder, von denen eines ausgegraben wurde, während das andere unter der Stadt begraben liegt, und im Ostteil ein kleines Theater, Odion genannt, das das auch für Gladiatorenspiele genutzt wurde. Der ursprüngliche Komplex wurde zwar nicht in römischer Zeit erbaut, wurde aber im 2. Jahrhundert größtenteils renoviert. Es wird angenommen, dass das Forum und das Theater mindestens bis ins 6. Jahrhundert genutzt wurden. Gegen Ende des 3. Jahrhunderts entstand mit dem Galerius-Palast und weiteren Monumentalbauten ein separater römischer Komplex abseits des römischen Forums.
Das Odion wurde restauriert und wird heute ab und zu für Konzerte und Theateraufführungen genutzt. Auf der südlichen Seite des Geländes, in einer Fortsetzung der unterirdischen Krypti Stoa, befindet sich ein kleines Museum über die Geschichte und die archäologischen Funde der Agora.
Auf dem Forumsgelände sollte ursprünglich das Stadtgericht von Thessaloniki (griechisch Δικαστικό Μέγαρο Dikastiko Megaro) entstehen, doch nachdem bei den Ausgrabungen Ruinen entdeckt wurden, wurde das Projekt aufgegeben. Während das Gerichtsgebäude verlegt wurde, ist der geplante Name des Platzes (Platia Dikastirion, deutsch: Gerichtsplatz) im Volksmund noch immer vorhanden. Der offizielle Name des Platzes lautet jedoch „Platz der antiken Agora (Platia Archaias Agoras)“.

## Las Incantadas
Südlich angrenzend befanden sich im 19. Jahrhundert noch Reste eines Portikus, von dem die vier Säulen Las Incantadas seit 1865 im Louvre gezeigt werden, Kopien gibt es seit 2017 im Archäologischen Museum Thessaloniki. Auf jeder Säule korinthischer Bauordnung befindet sich eine doppelseitige Skulptur.

## Bildergalerie

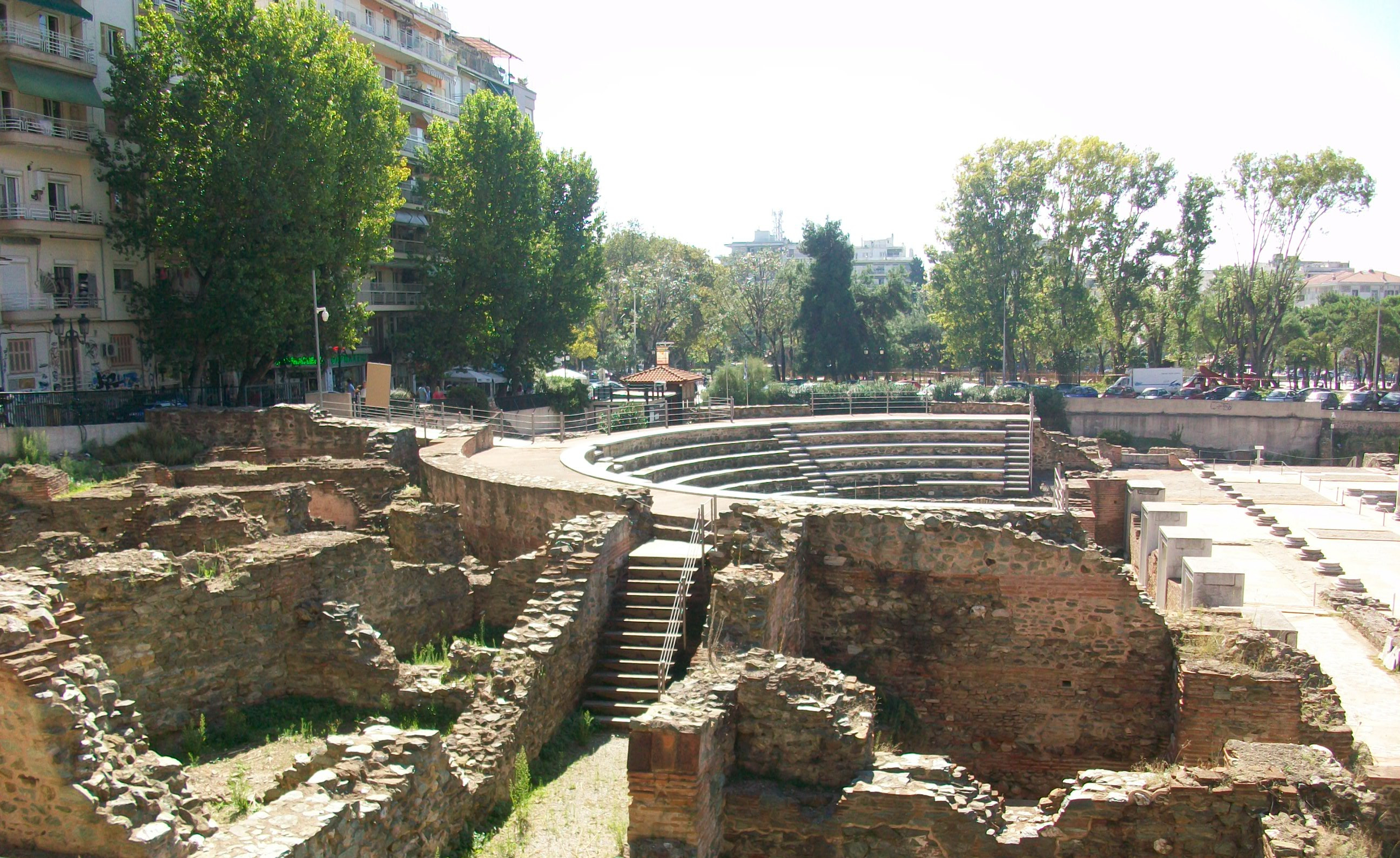
Das römische Odeon
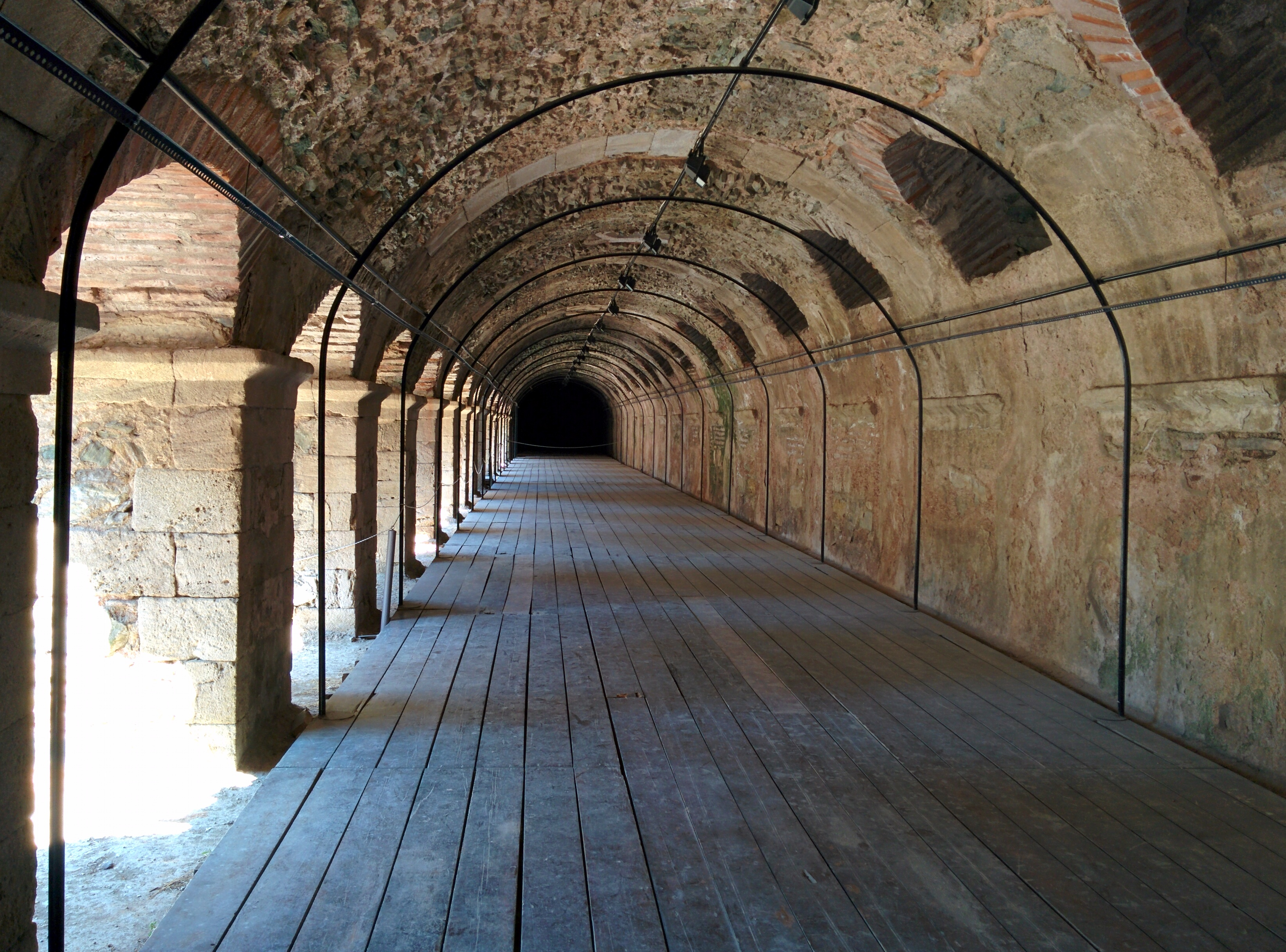
Stoa
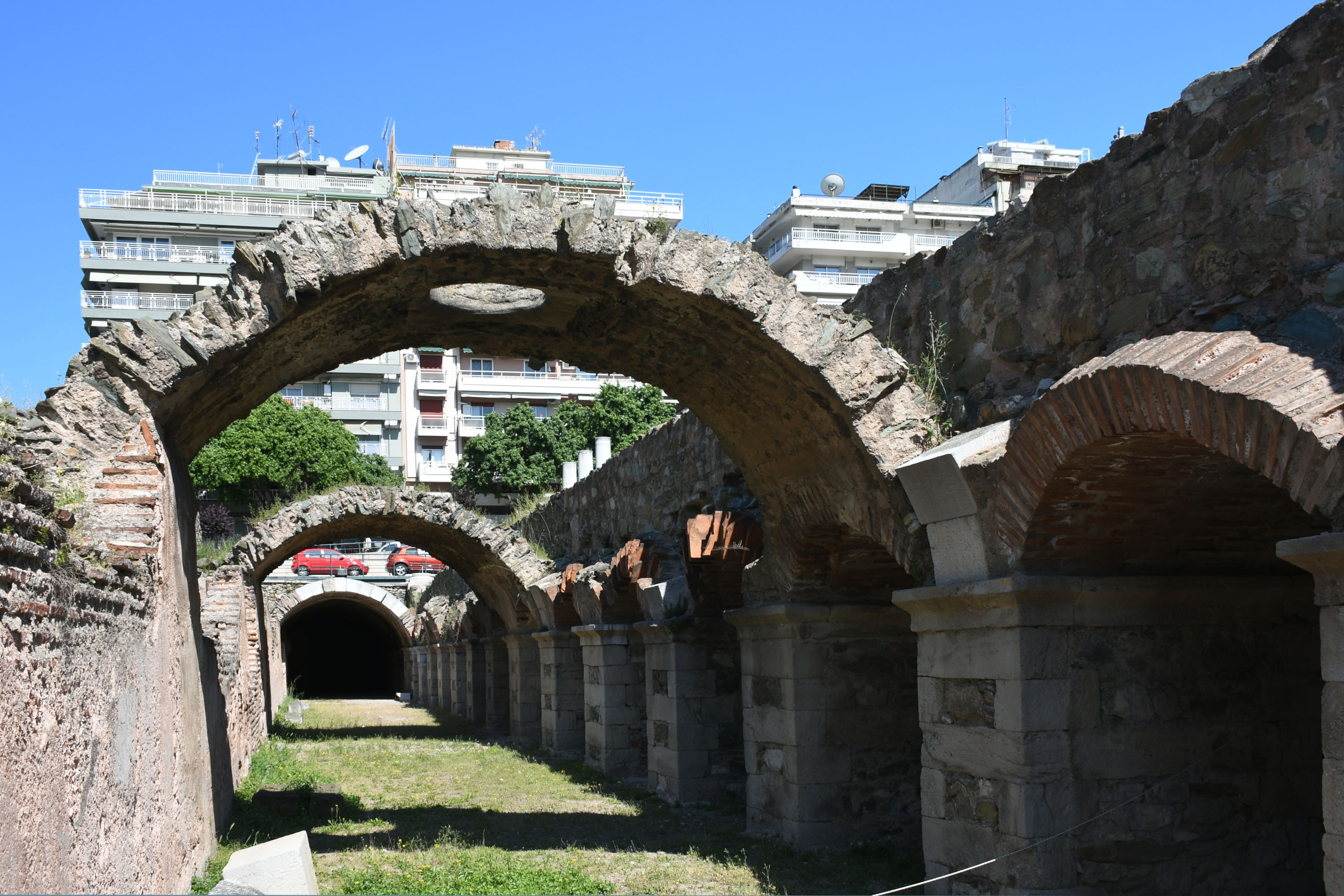
Ansicht
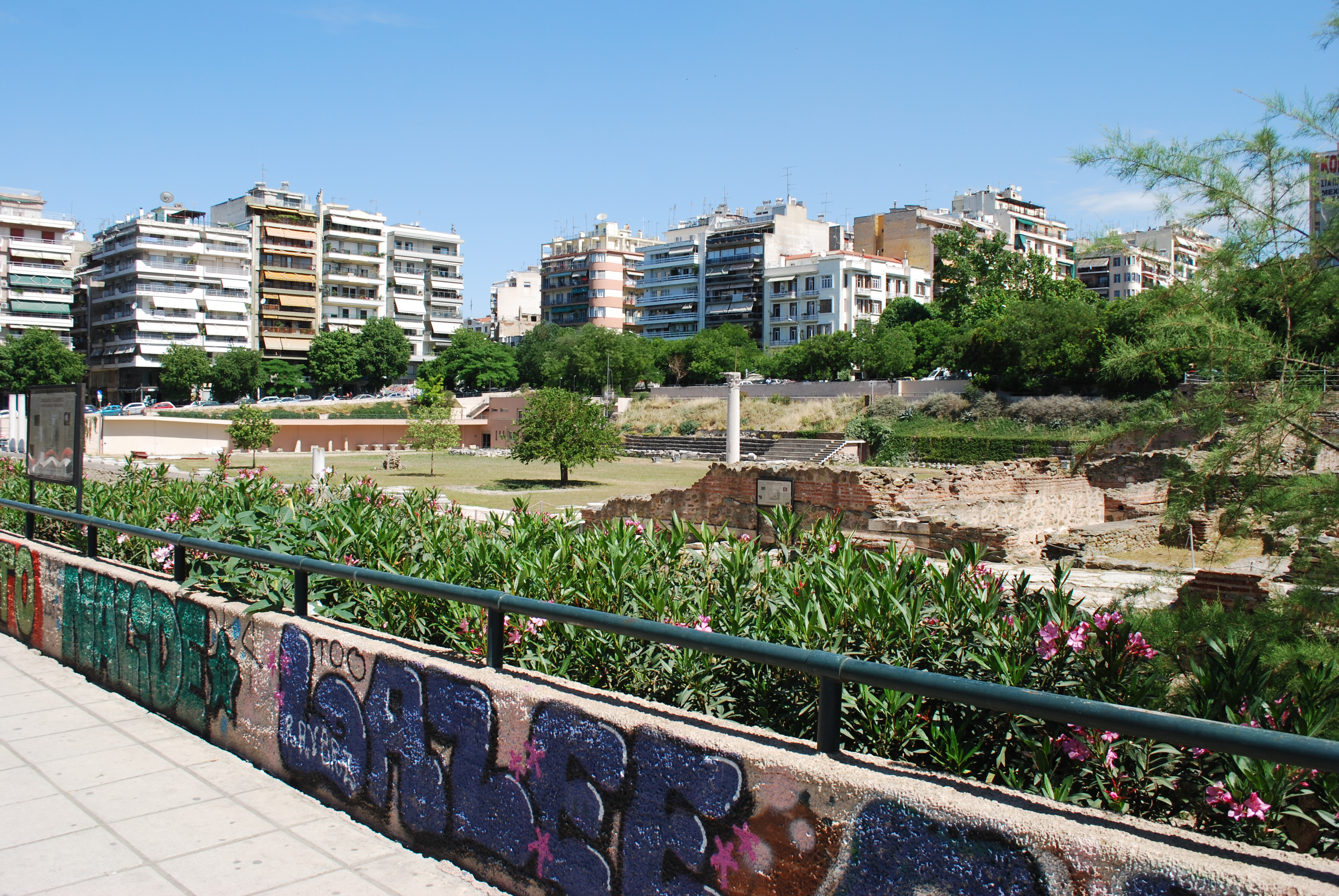
Ansicht
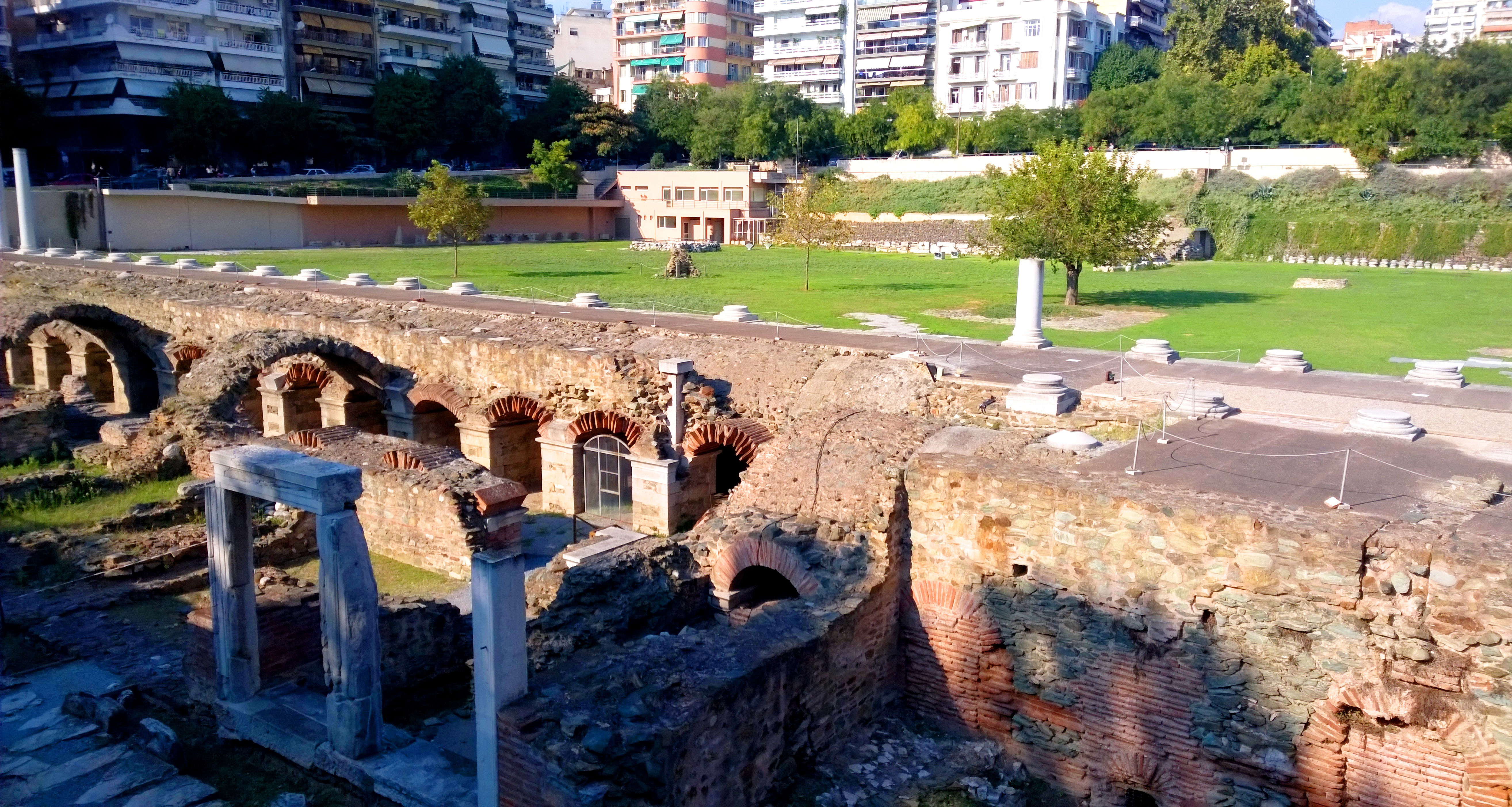
Südseite
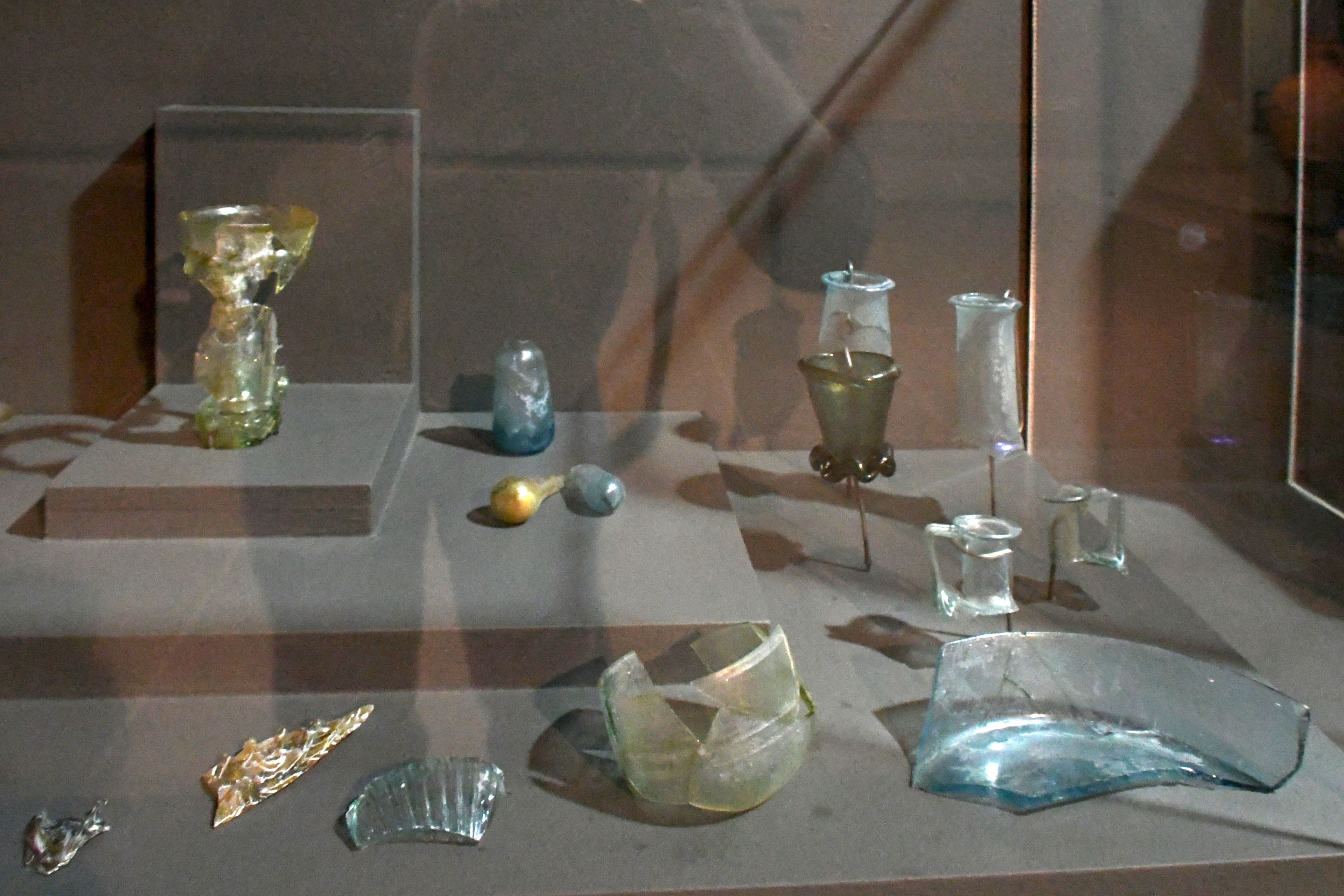
Glasartefakte, die im Museum des Forums ausgestellt sind
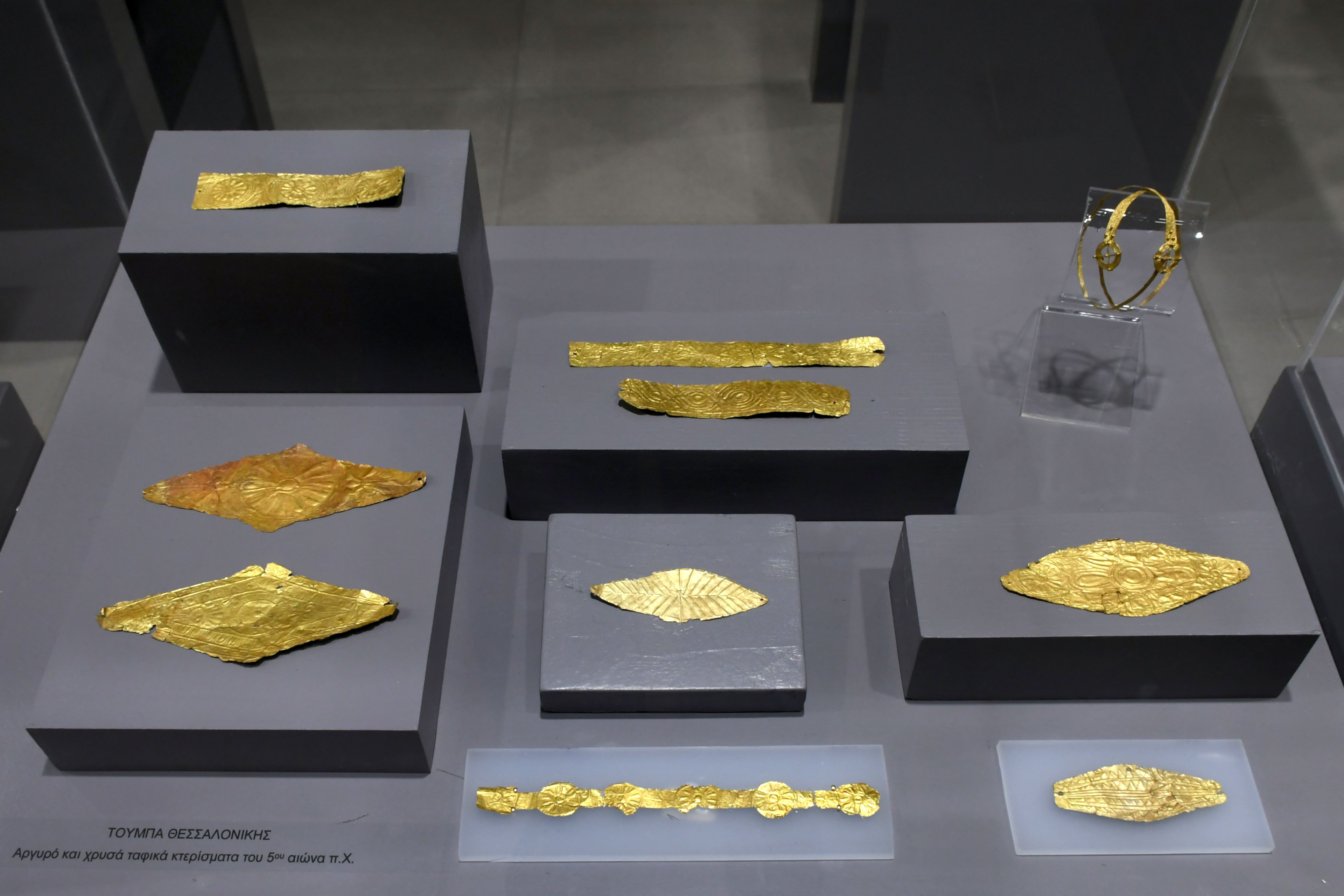
Goldene Artefakte, ausgestellt im Museum des Forums
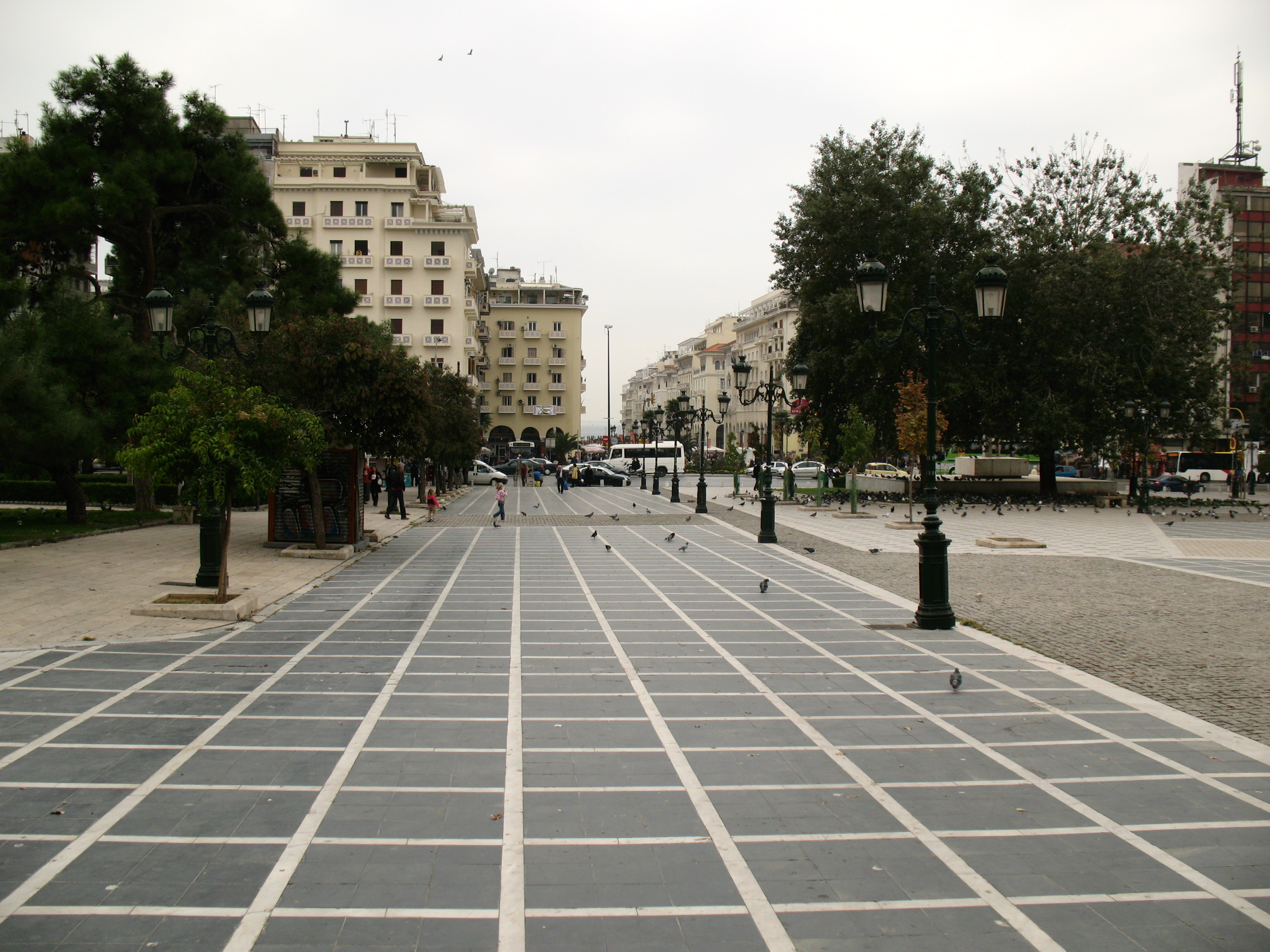
Der Platz (Platia Dikastirion)
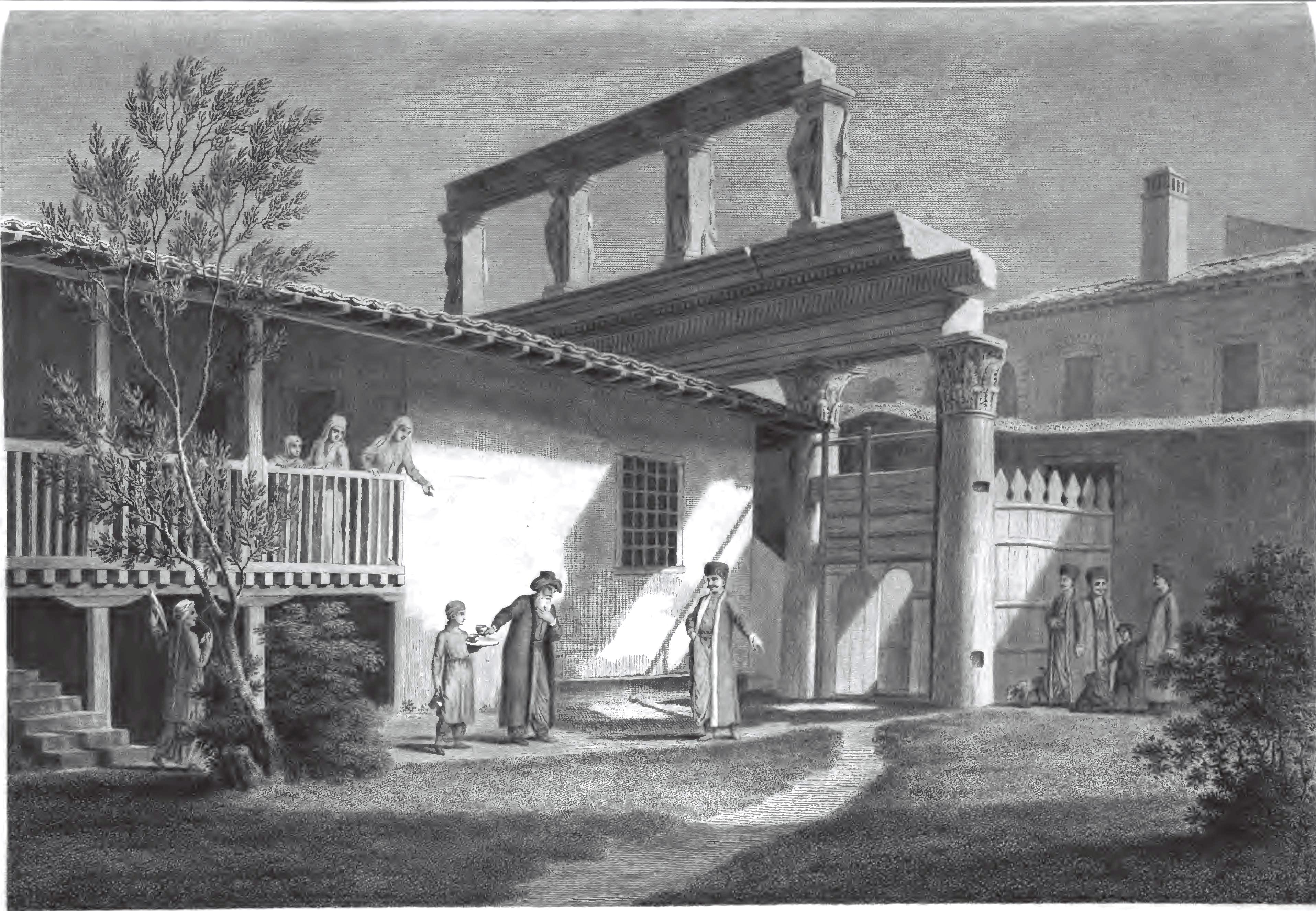
Portikus Las Incantadas, der einst neben dem Forum stand (Gravur, 1762)

## Bibliographie
- Lambros Tsaktsiras, Keti Papanthimou, Giorgos Mantzios, Nikos Kalogirou: Thessaloniki. The City and its Monuments. Malliaris, Thessaloniki 2004, ISBN 960-239-759-4, S. 40–42 (englisch).
- Municipality of Thessaloniki (Stadt Thessaloniki), Thessaloniki History Centre (Hrsg.): Heritage Walks in Thessaloniki. Thessaloniki 2009, ISBN 978-960-92592-5-5, S. 89–90 (griechisch, englisch).